# Bolitoglossa lozanoi
Bolitoglossa lozanoi é uma espécie de anfíbio caudado pertencente à família Plethodontidae, sub-família Plethodontinae.